# هیوما
هیوما (به استونیایی: Hiiumaa) جزیره‌ای در دریای بالتیک متعلق به کشور استونی است.
این جزیره که ۹۸۹ کیلومتر مربع مساحت دارد قسمتی از شهرستان هیو و مجمع‌الجزایر غرب استونی محسوب می‌شود، بزرگترین شهر این جزیره شهر کاردلا است و جعیت کل آن ۹٬۱۸۱ نفر است.

## نگارخانه

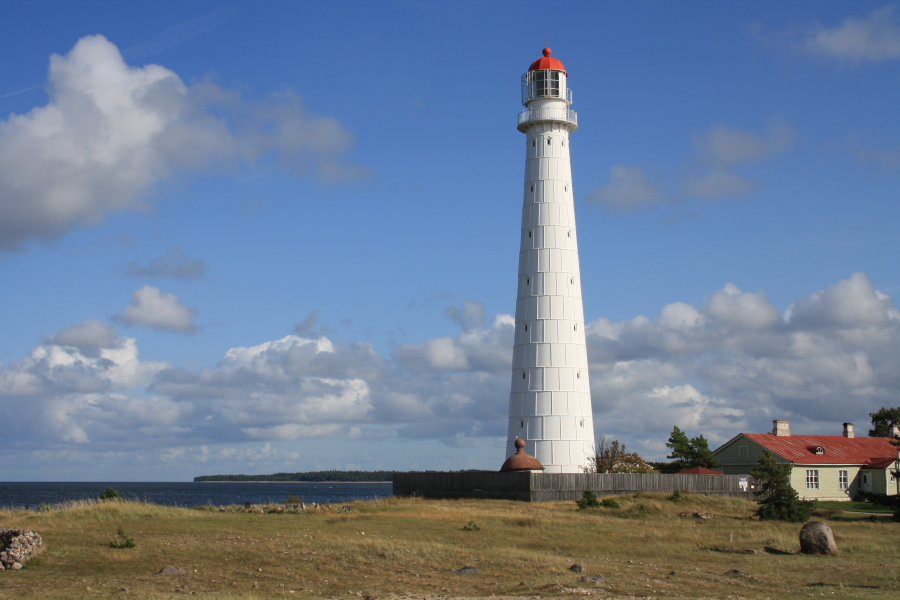
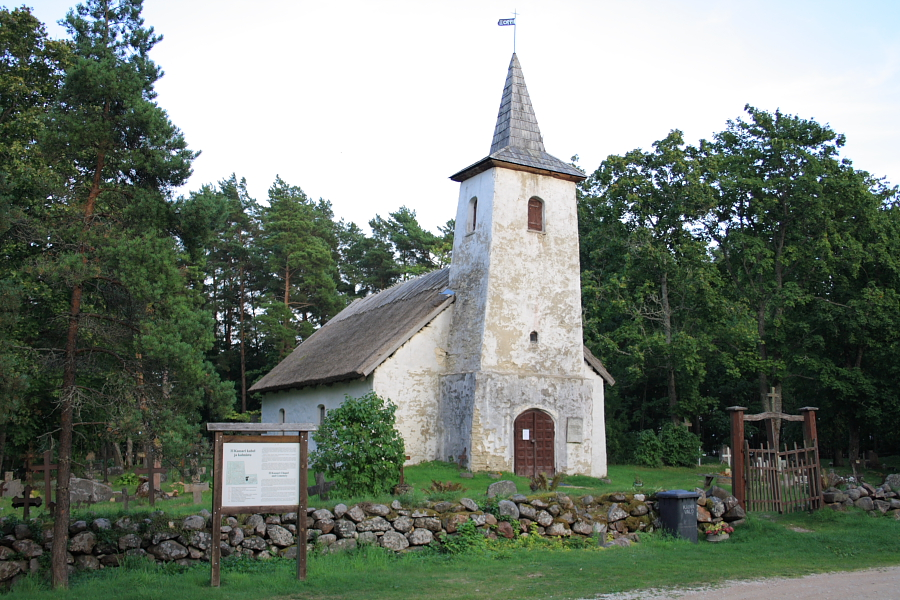
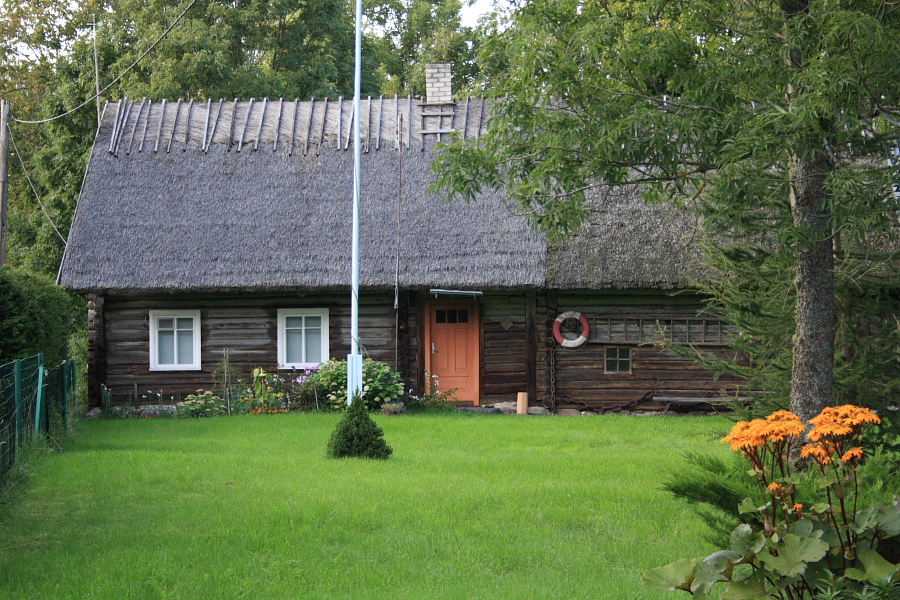
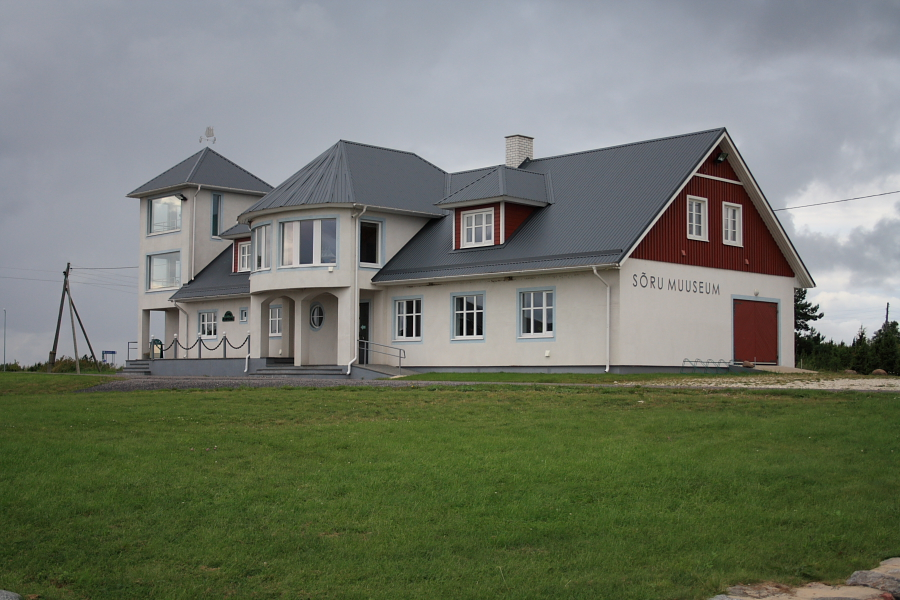
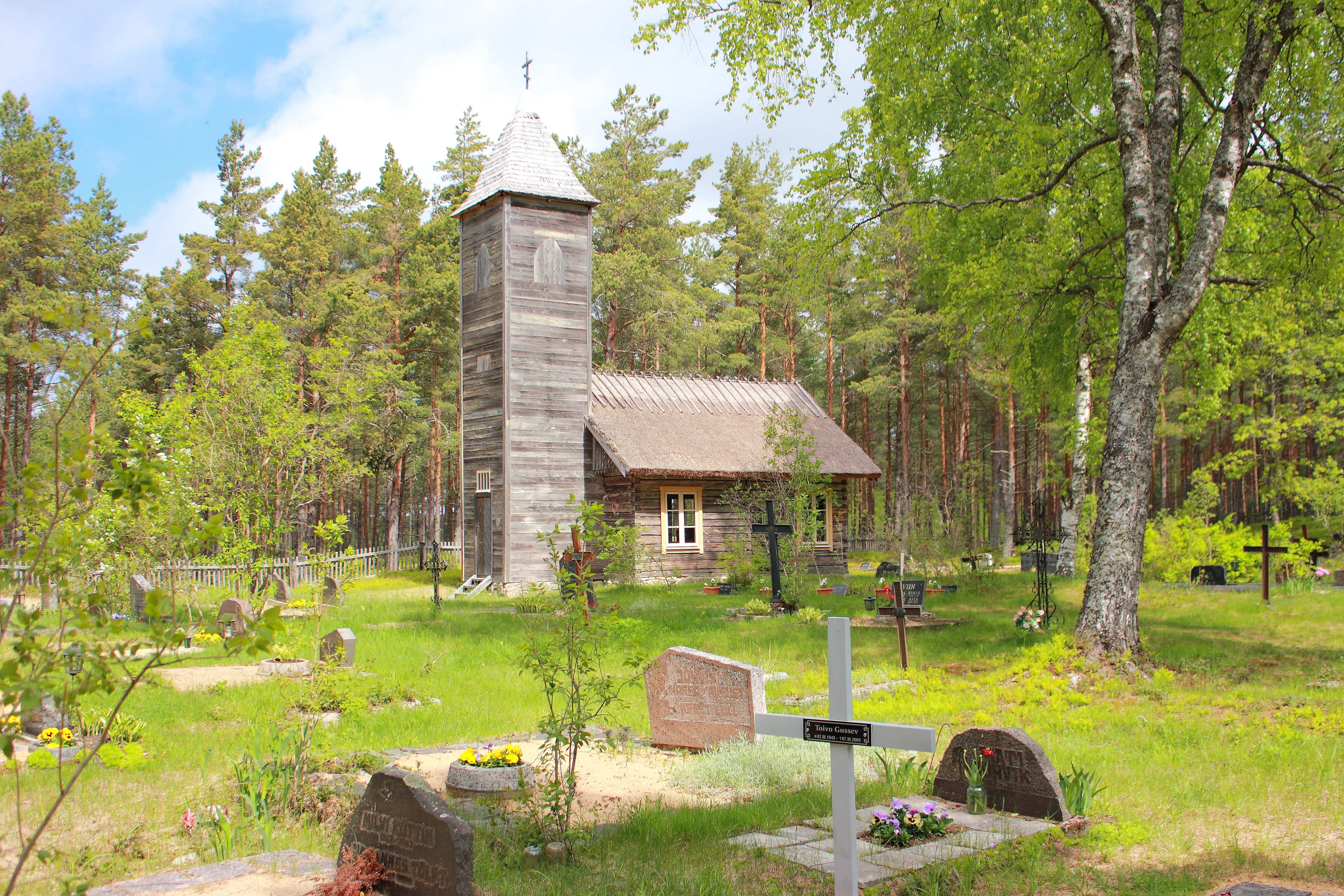
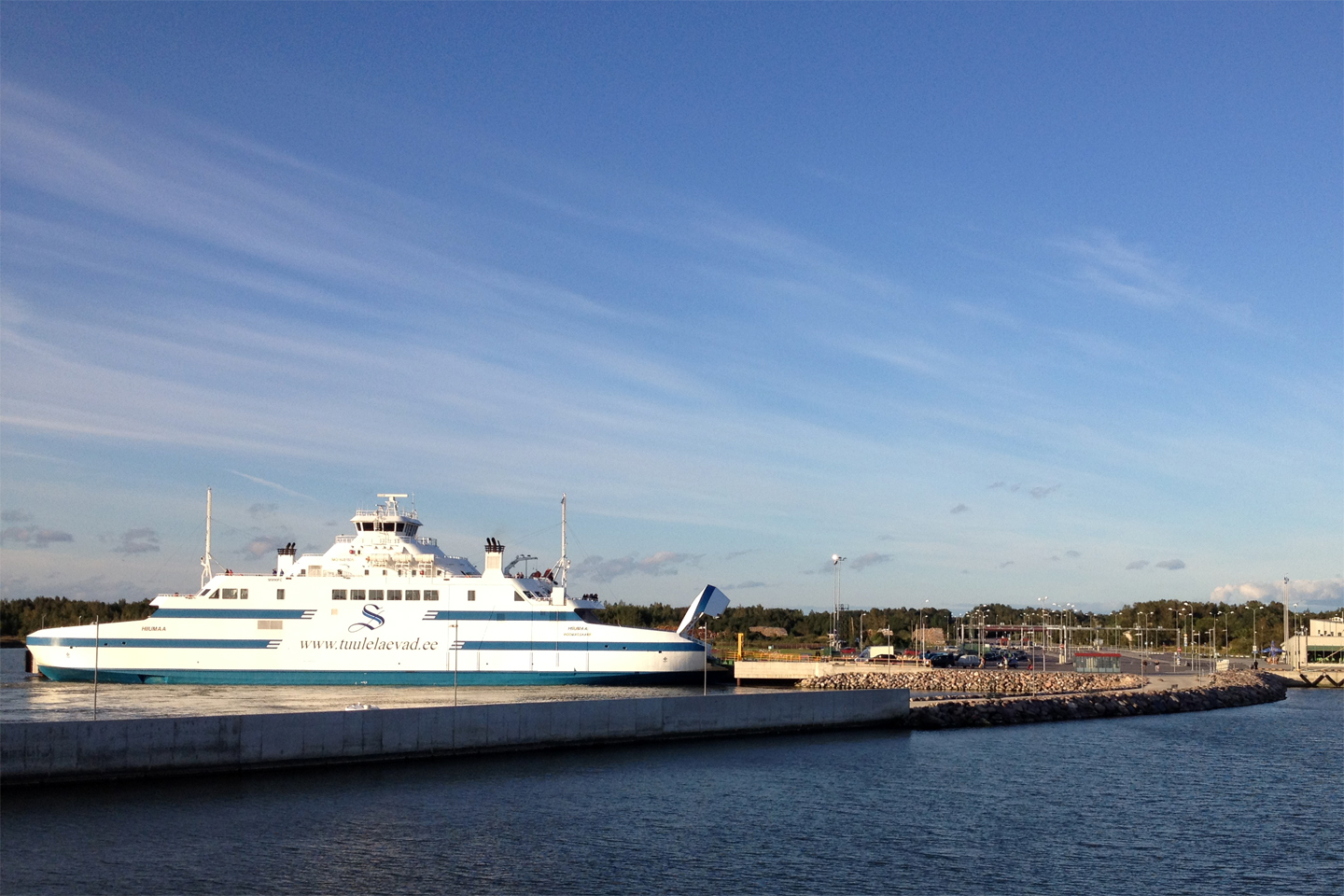
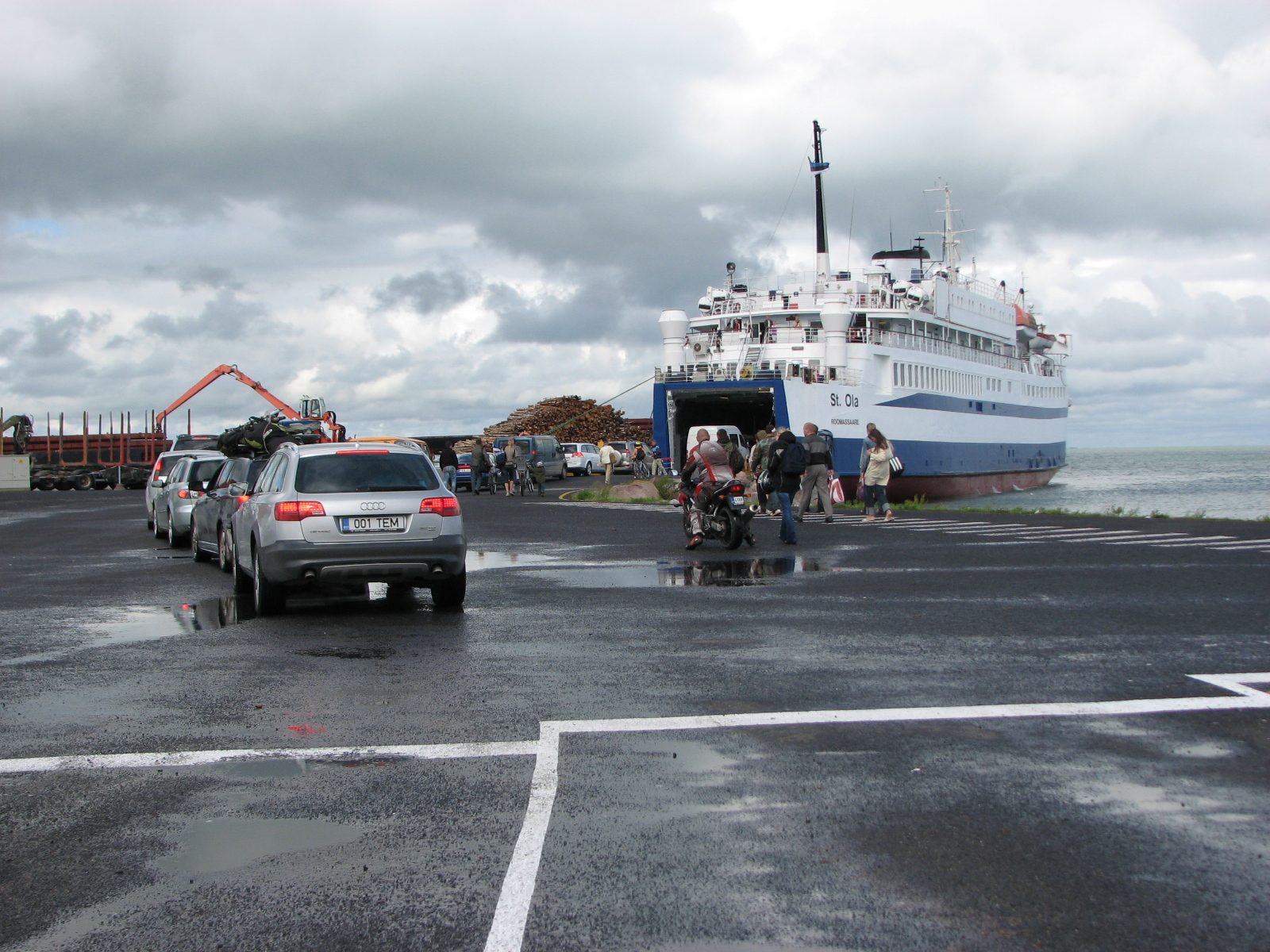
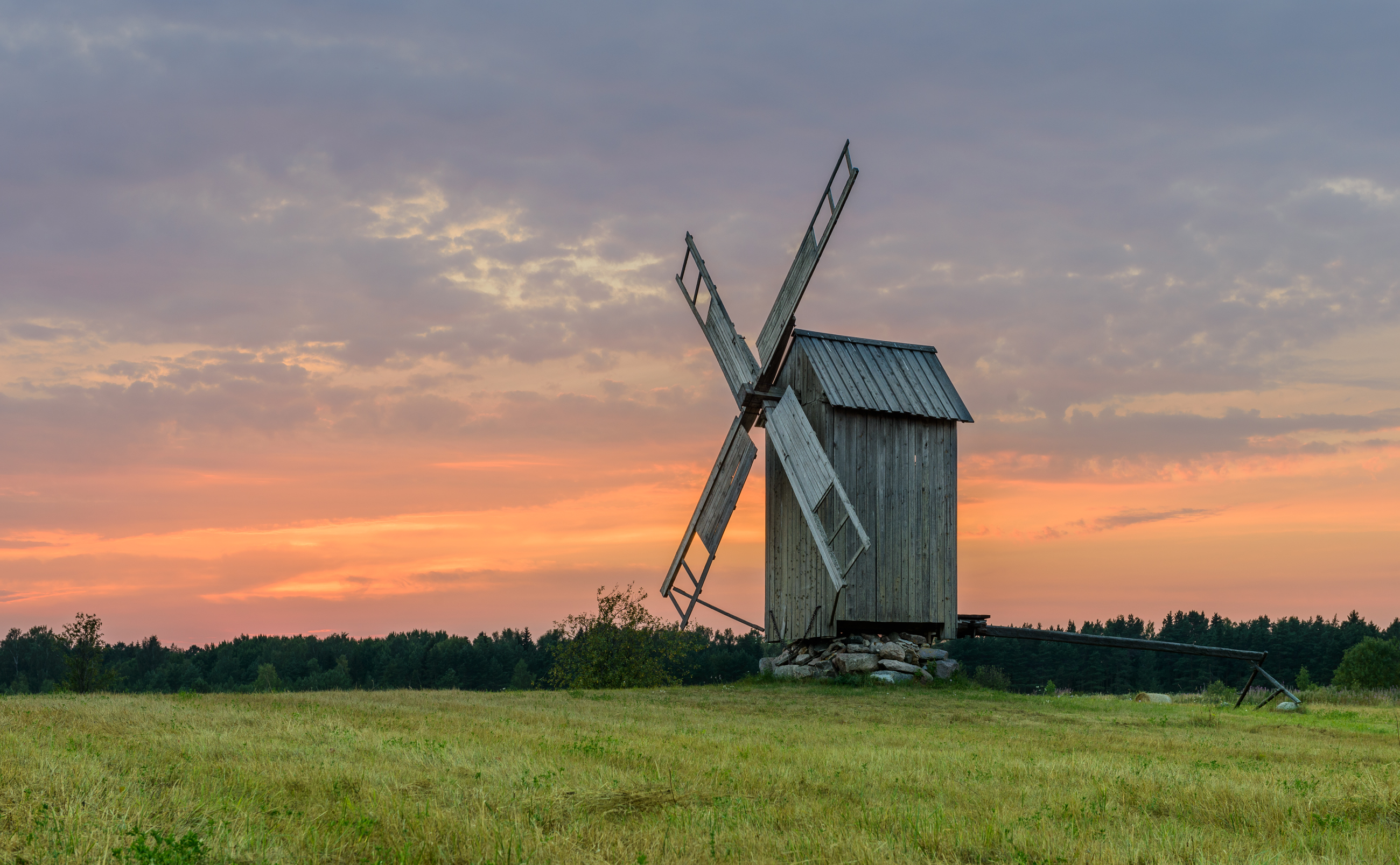